# Fédération française des relais d'étape et de tourisme équestre

La Fédération française des Relais d’Étape et de Tourisme Équestre (FRETE) est un groupement national qui rassemble les exploitants des relais d’étape ouverts aux randonneurs pour l’accueil de passage et leurs utilisateurs. 	
La FRETE a été créée en 1992.